# Epicadinus helenae
Epicadinus helenae là một loài nhện trong họ Thomisidae.
Loài này thuộc chi Epicadinus. Epicadinus helenae được miêu tả năm 1936 bởi Piza.